# 华陂镇
华陂镇，是中华人民共和国河南省驻马店市上蔡县下辖的一个乡镇级行政单位。

## 行政区划
华陂镇下辖以下地区：
华南村、华北村、大岳村、君陈村、寺后赵村、明哲赵村、大程庄村、坡董村、双庙赵村、冯庄村、西陈村、唐桥村、王桥村、刘连寨村、史彭村、刘连张村、柿元彭村、方营村、东陈村、韩庄村和李许村。

## 教育机构
华陂镇有小学和初级中学，如果需要继续攻读高级中学，将会由上蔡县县城的高中接收升学的学生，华陂镇的两所初级中学分别是华陂镇第一初级中学和华陂镇第二初级中学，由华陂镇教育管理站管辖。
其中华陂镇第一初级中学是华陂镇的中心学校。